# Never Gonna Give You Up
Never Gonna Give You Up ist ein Lied und die Debütsingle des britischen Sängers Rick Astley aus dem Jahr 1987. Größere Bekanntheit erlangte es erneut Mitte der 2000er-Jahre durch das Internetphänomen „Rickrolling“.

## Entstehung und Veröffentlichung
Geschrieben und produziert wurde das Lied durch das Produzententrio Stock Aitken Waterman, bestehend aus Matt Aitken, Mike Stock und Pete Waterman.
Die Erstveröffentlichung von Never Gonna Give You Up erfolgte als Single am 27. Juli 1987 bei RCA Records. Diese erschien als 7″-Single mit einem Instrumental als B-Seite (Katalognummer: PB 41447) sowie als 12″-Single, die um einen Remix erweitert wurde (Katalognummer: PT 41448). Am 16. November 1987 erschien das Lied als Teil von Rick Astleys Debütalbum Whenever You Need Somebody (Katalognummer: ND 75150).

## Inhalt
Der Liedtext zu Never Gonna Give You Up thematisiert den Willen, eine Person niemals aufzugeben oder zu verlassen.

## Musikvideo
Das dazugehörige Musikvideo entstand unter der Regie von Simon West und zeigt Astley alleine bei Nacht auf der Straße singend oder auf einer kleinen Bühne mit zwei Tänzerinnen. Lediglich ein Barkeeper ist anwesend, der, euphorisiert vom Dance-Sound, später zu waghalsigen Stunts ansetzt.

## Rezeption

### Bestenlisten und Preise
Das Lied errang den Titel Best British Single 1988 der BRIT Awards.
Im Jahr 2004 war es Nummer 28 in den 50 Most Awesomely Bad Songs … Ever von VH1.

### Internetphänomen
Das Musikvideo des Liedes ist die Basis für das Internetphänomen „Rickrolling“. Im Jahr 2008 gewann Rick Astley den MTV Europe Music Award in der Kategorie „Best Act Ever“ mit dem Lied als Ergebnis der kollektiven Online-Abstimmung von Tausenden von Menschen aufgrund der Viralität des Rickrollings. Es wurde auch als Download für die „Rock Band“-Serie vorgestellt. Seit etwa 2016 ist der Song im Internet zunehmend als „Meme“ zu finden. Auch wird der Song inklusive einem an Astleys Bewegungen angelehnten Tanz im weltweit verbreiteten Videospiel Fortnite als Emote verwendet. Es war das erste Mal, dass hierzu durch Epic Games eine offizielle Lizenz erworben wurde; der Emote wurde auch von Astley selbst auf Twitter präsentiert. Seit 2021 hat das Musikvideo über eine Milliarde Aufrufe auf YouTube.

## Kommerzieller Erfolg

### Chartplatzierungen
Never Gonna Give You Up avancierte zum Nummer-eins-Hit in 25 Ländern, darunter Belgien, Deutschland, Neuseeland, die Niederlande, Norwegen, Schweden, die Vereinigten Staaten oder auch  das Vereinigte Königreich. Im Vereinigten Königreich war es zudem die meistverkaufte Single des Jahres.
| ChartsChartplatzierungen       | Höchstplatzierung | Wochen/ Monate |
| ------------------------------ | ----------------- | -------------- |
| Deutschland (GfK)              | 1 (21 Wo.)        | 21 Wo.         |
| Österreich (Ö3)                | 4 (4,5 Mt.)       | 4,5 Mt.        |
| Schweiz (IFPI)                 | 2 (16 Wo.)        | 16 Wo.         |
| Vereinigte Staaten (Billboard) | 1 (24 Wo.)        | 24 Wo.         |
| Vereinigtes Königreich (OCC)   | 1 (23 Wo.)        | 23 Wo.         |

| ChartsJahrescharts (1987)    | Platzierung |
| ---------------------------- | ----------- |
| Deutschland (GfK)            | 14          |
| Schweiz (IFPI)               | 20          |
| Vereinigtes Königreich (OCC) | 1           |

| ChartsJahrescharts (1988)      | Platzierung |
| ------------------------------ | ----------- |
| Vereinigte Staaten (Billboard) | 4           |

### Auszeichnungen für Musikverkäufe
| Land/Region                  | Auszeichnungen für Musikverkäufe (Land/Region, Auszeichnung, Verkäufe) | Verkäufe  |
| ---------------------------- | ---------------------------------------------------------------------- | --------- |
| Australien (ARIA)            | Gold                                                                   | 35.000    |
| Dänemark (IFPI)              | Platin                                                                 | 90.000    |
| Deutschland (BVMI)           | Gold                                                                   | 250.000   |
| Frankreich (SNEP)            | Silber                                                                 | 250.000   |
| Italien (FIMI)               | Gold                                                                   | 35.000    |
| Kanada (MC)                  | Gold                                                                   | 50.000    |
| Neuseeland (RMNZ)            | 2× Platin                                                              | 60.000    |
| Niederlande (NVPI)           | Platin                                                                 | 100.000   |
| Schweden (IFPI)              | Gold                                                                   | 25.000    |
| Spanien (Promusicae)         | Platin                                                                 | 60.000    |
| Vereinigte Staaten (RIAA)    | 5× Platin                                                              | 5.000.000 |
| Vereinigtes Königreich (BPI) | 2× Platin                                                              | 1.200.000 |
| Insgesamt                    | 1× Silber · 5× Gold · 12× Platin ·                                     | 7.150.000 |